# Vinhos da Suécia

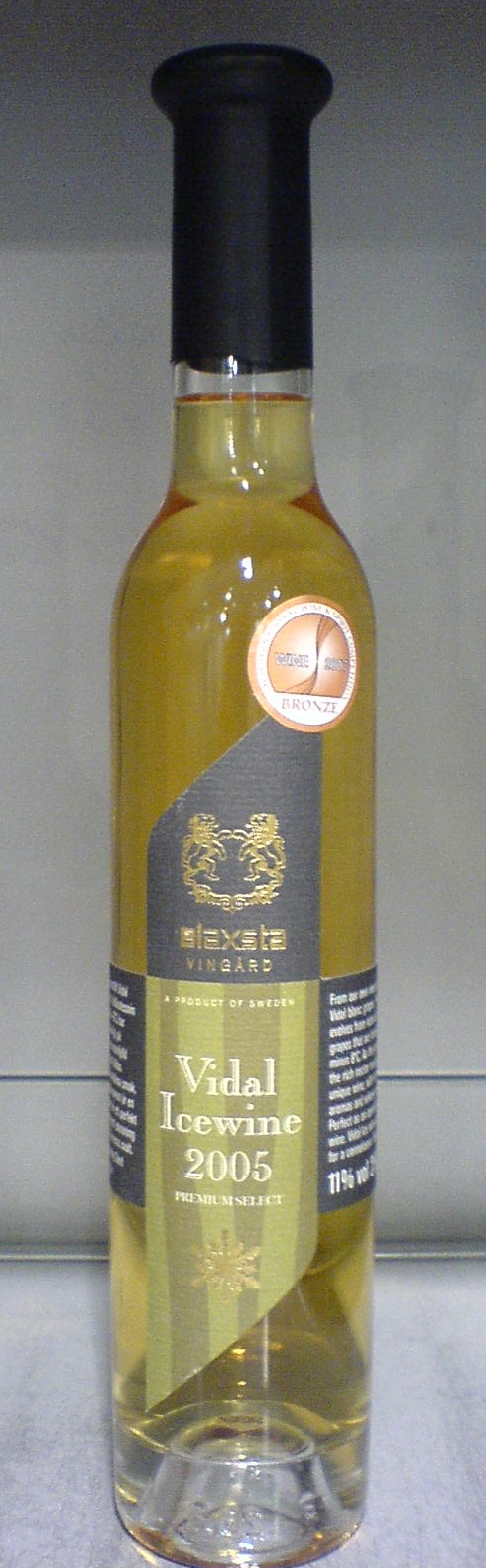
Um vinho sueco

A produção de vinhos na Suécia, a partir de uvas produzidas localmente, tem uma dimensão bastante reduzida, todavia em considerável expansão. 

Num sentido mais lato -  vinho feito de uvas importadas ou vinho feito a partir de frutas suecas – é um fenómeno de longa data.
No século XX, alguns produtores suecos começaram a laborar com castas híbridas de uvas, conseguindo assim ultrapassar a barreira climática. 

Os primeiros produtores comerciais surgiram na província histórica de Södermanland – na cercania sul de Estocolmo – e algum tempo depois nas províncias da Escânia, Halland e Blekinge, assim como nas ilhas da Gotlândia e da Öland.

A produção total é da ordem dos 60 000 litros, a partir de uma área de cultura da uva com cerca de 100 ha e uma produção de 100 000 quilos de uva.

Embora hajam alguns produtores de vinho tinto, a maior parte das uvas é usada para produzir vinhos rosé.

Um produtor sueco com sucesso é Göran Amnegård, cujo ”vinho de gelo” feito com uva Vidal ganhou uma medalha de prata na Exposição Mundial de Vinhos em Bordéus no ano de 2005.

## Vinhos feitos com uvas cultivadas na Suécia
- Balders Blod (produtor: Kullabygdens vingård)

## Vinhos feitos com uvas importadas
- Amadeus (produtor: Åkesson vin)
- Henric Åkesson (produtor: Åkesson vin)